# Sarang
«Саранг» (санскр. सारंग «павлин») — вертолётная пилотажная группа Военно-воздушных сил Индии. Была создана в октябре 2003 года, базируется на авиабазе Бангалор. Летает на четырёх многоцелевых вертолётах индийского производства HAL Dhruv. Название группы символично — «саранг» на санскрите означает «павлин», эта национальная птица Индии. Первое публичное выступление эскадрильи было совершено в 2004 году на аэрокосмическом салоне в Сингапуре. Группа действует в составе 15-го вертолетного отряда ВВС Индии, базируясь на авиабазе Сулур около Коимбатура, штат Тамилнад.

## Галерея

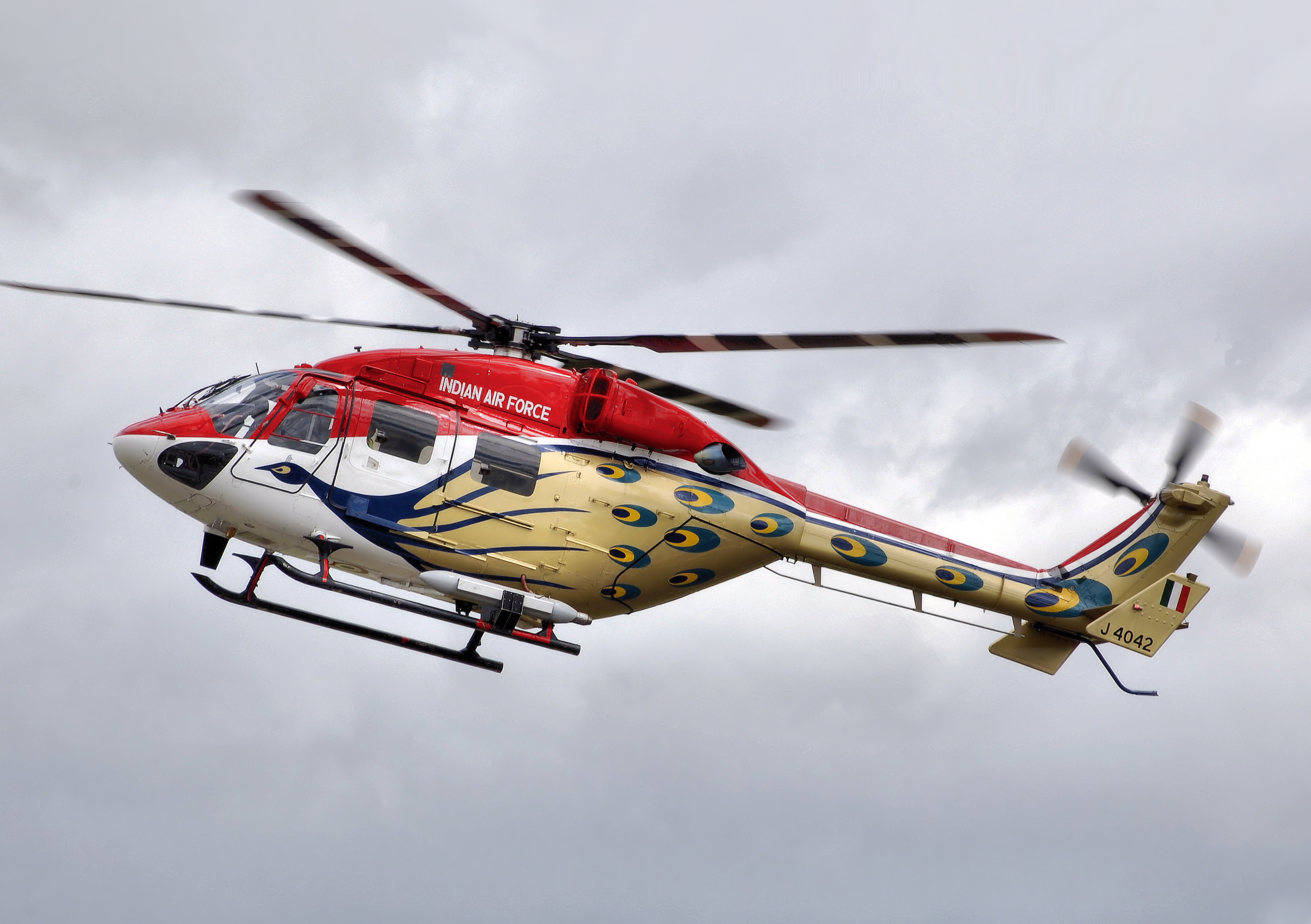
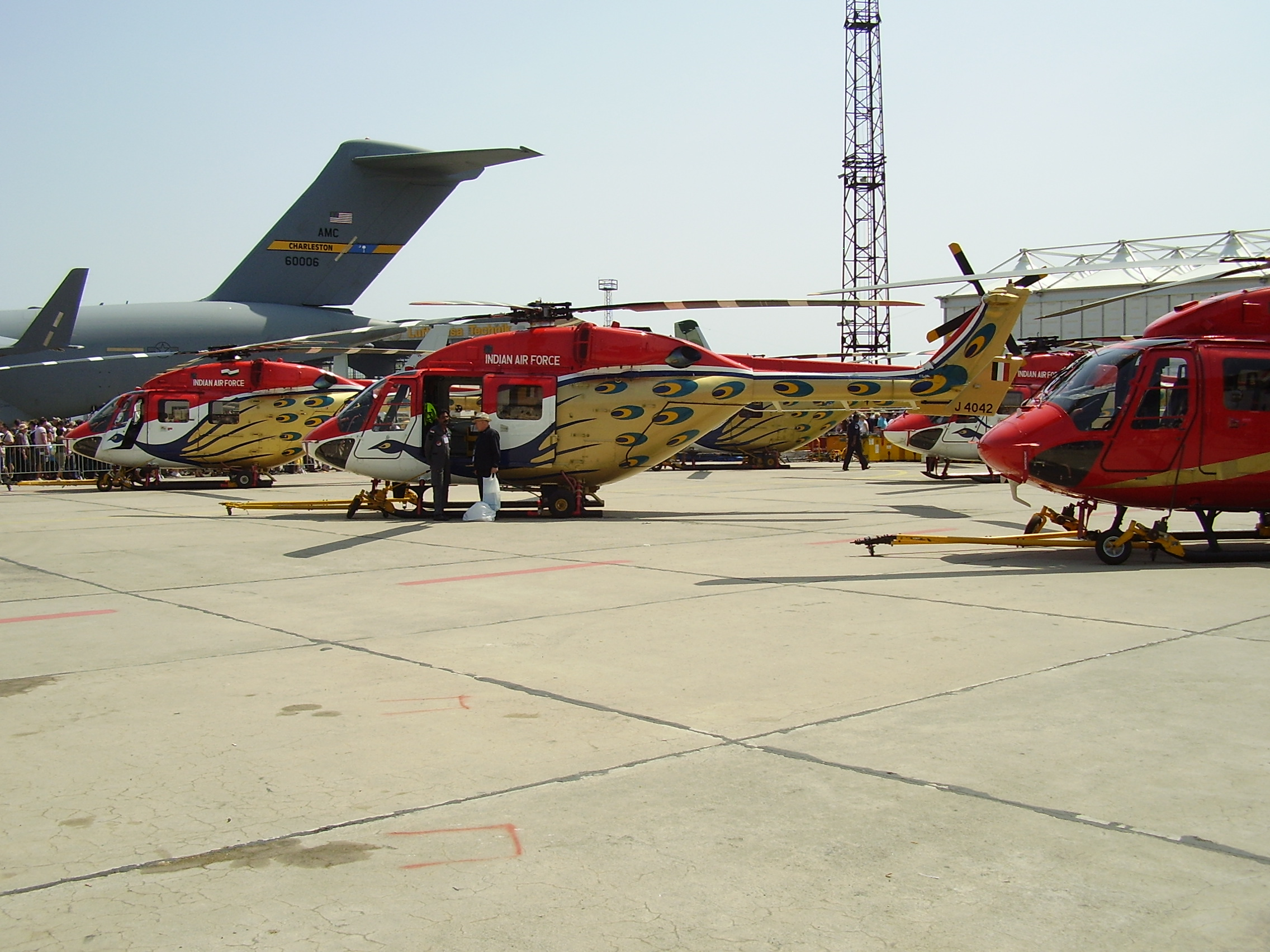